# Viva (canal de televisão britânico e irlandês)
Viva (estilizado como VIVA) foi um canal de televisão musical britânico, de sinal aberto, pertencente à Viacom International Media Networks Europe. Criado como um sucessor do canal TMF, o Viva foi lançado em 26 de outubro de 2009 e se destacou por exibir videoclipes, programas de entretenimento e séries direcionadas ao público jovem. O canal encerrou oficialmente suas atividades em 31 de janeiro de 2018.

## História
O Viva foi oficialmente lançado em 26 de outubro de 2009, com uma apresentação ao vivo da cantora Alexandra Burke, interpretando seu single Bad Boys. O primeiro videoclipe exibido no canal foi The Spell, da banda dinamarquesa Alphabeat, durante o programa The Official UK Chart Show Top 20, apresentado por Sarah-Jane Crawford.
Inicialmente, o canal transmitia 24 horas por dia. Com a retirada do bloco infantil Noggin da grade de programação, o tempo de exibição foi reduzido para o período das 6h às 9h. Em 1º de agosto de 2011, essa faixa foi ainda mais limitada, passando a ser das 3h às 9h.
Em 19 de março de 2013, o Viva passou a ser transmitido de forma totalmente aberta via satélite, e foi incluído oficialmente na plataforma Freesat em 2 de abril do mesmo ano.
Com a aquisição da emissora britânica Channel 5 pela Viacom, foi anunciado em 8 de outubro de 2014 que o Viva deixaria de ser transmitido na Freeview, plataforma digital terrestre do Reino Unido, com parte de seu conteúdo sendo transferido para o canal 5*. A posição do Viva na grade de canais foi assumida pelo 5USA em 15 de abril de 2015. O canal foi então deslocado para o canal 74 da Freeview, com exibição diária apenas entre 9h e 11h. Nas outras plataformas, seguia operando 24 horas.
Em 31 de julho de 2015, o Viva mudou novamente de posição, indo para o canal 58 da Freeview. Nessa fase, passou a ser acessível apenas por aparelhos compatíveis com Freeview HD, Freeview Play, YouView ou EE TV, e apenas em algumas regiões do Reino Unido. Sua programação seguiu restrita das 9h às 11h. No dia 2 de outubro de 2015, foi transferido para o canal 57 e, a partir de então, compartilhou espaço de transmissão com o canal 5USA +1, ampliando seu horário de exibição para das 5h às 18h na televisão digital terrestre.

### Encerramento
O Viva encerrou suas atividades em todas as plataformas às 6h do dia 31 de janeiro de 2018. O último videoclipe exibido foi "Viva Forever", do grupo Spice Girls. Um dia antes, o canal já havia sido retirado da plataforma Freesat, e seu site oficial passou a redirecionar para a página de rankings musicais da MTV. A partir de 1º de fevereiro, o canal 57 da Freeview passou a exibir o sinal temporário do canal 5Spike +1. O espaço anteriormente ocupado pelo Viva foi usado para ampliar a programação diurna do canal 5USA +1.
Durante o mês de fevereiro de 2018, o espaço do Viva foi ocupado temporariamente pelo canal MTV Love, com temática voltada ao Dia dos Namorados, nas operadoras Sky e Virgin Media. Em 1º de março de 2018, esse canal foi substituído pelo MTV OMG, que também foi posteriormente descontinuado.

## Programação
- Pretty Little Liars
- The City
- The Hills
- Jersey Shore
- True Beauty
- Suck My Pop
- My Super Sweet 16
- Punk'd
- Two And A Half Men
- South Park
- 16 and Pregnant
- The Osbournes
- Jackass
- MTV Cribs
- Community
- Teen Cribs
- The Official UK Chart Show
- This Week's VIVA Top 20
- The Fresh Prince of Bel-Air

## Apresentadores
- Kimberley Walsh
- Sarah Jane Crawford
- Will Best